# Pheidologeton obscurus
Pheidologeton obscurus é uma espécie de formiga do gênero Pheidologeton, pertencente à subfamília Myrmicinae.